# Həsən Abdullayev
Həsən Məmmədbağır oğlu Abdullayev (ros. Гасан Мамедбагир оглы Абдуллаев; ur. 20 sierpnia 1918, zm. 1 września 1993 ) – radziecki i azerski fizyk, członek korespondent Akademii Nauk ZSRR (1970), akademik Akademii Nauk Azerbejdżańskiej SRR (1967).

## Życiorys
Członek WKP(b) od 1942. W 1941 ukończył Bakijski Instytut Pedagogiczny. Od 1945 był współpracownikiem Instytutu Fizyki i Matematyki (od 1959 – Instytutu Fizyki) Akademii Nauk Azerbejdżańskiej SRR, a w latach 1957-1968 dyrektorem tego Instytutu. Od 1970 do 1983 był prezydentem Akademii Nauk Azerbejdżańskiej SRR. Był deputowanym do Rady Najwyższej ZSRR. Prowadził badania w dziedzinie fizyki półprzewodników i instrumentów półprzewodnikowych .

## Odznaczenia
- Order Lenina
- Order Czerwonego Sztandaru Pracy
- Medal „Weteran pracy”